# 维茨沃尔特
维茨沃尔特（Witzwort）是德国石勒苏益格－荷尔斯泰因州的一个市镇。总面积28.14平方公里，总人口994人，其中男性493人，女性501人（2011年12月31日），人口密度35人/平方公里。